# UEFA Super Cup 1976
De UEFA Super Cup 1976 bestond uit twee voetbalwedstrijden die gespeeld werden in het kader van de
UEFA Super Cup. De wedstrijden vonden plaats tussen de winnaar van de Europacup I 1975/76, Bayern München, en de winnaar van de Europacup II 1975/76, RSC Anderlecht, op 17 augustus en 30 augustus 1976.
De heenwedstrijd werd in München gespeeld en eindigde op 2-1 voor de thuisploeg. Een week later won Anderlecht in eigen huis met 4-1 en sleepte zo de eerste Europese Supercup uit de geschiedenis van de club in de wacht.
Wedstrijddetails
|                        |                 |       |                |                                                                                       |
| 17 augustus 1976 20:00 | Bayern München  | 2 – 1 | RSC Anderlecht | Olympiastadion, München Toeschouwers: 40.000 Scheidsrechter: Kenneth Burns (Engeland) |
| 17 augustus 1976 20:00 | Müller 58', 88' |       | 16' Haan       | Olympiastadion, München Toeschouwers: 40.000 Scheidsrechter: Kenneth Burns (Engeland) |

| FC Bayern | Anderlecht |

| FC Bayern München: |                          |
|                    |                          |
| GK                 | Sepp Maier               |
| RB                 | Bernd Dürnberger         |
| CB                 | Franz Beckenbauer        |
| CB                 | Hans-Georg Schwarzenbeck |
| LB                 | Udo Horsmann             |
| CM                 | Hans-Josef Kapellmann    |
| RW                 | Conny Torstensson        |
| AM                 | Karl-Heinz Rummenigge    |
| LW                 | Uli Hoeneß               |
| CF                 | Gerd Müller              |
| CF                 | Rainer Künkel            |
| Coach:             |                          |
| Dettmar Cramer     |                          |

| RSC Anderlecht:  |                       |     |
|                  |                       |     |
| GK               | Jan Ruiter            |     |
| RB               | Gilbert Van Binst     |     |
| CB               | Hugo Broos            |     |
| CB               | Erwin Vandendaele     |     |
| LB               | Jean Dockx            | 63' |
| CM               | Arie Haan             |     |
| CM               | Ludo Coeck            |     |
| CM               | Frank Vercauteren     |     |
| RW               | Peter Ressel          |     |
| CF               | François Van der Elst |     |
| LW               | Rob Rensenbrink       |     |
| Wisselspelers:   |                       |     |
| DF               | Michel De Groote      | 63' |
| Coach:           |                       |     |
| Raymond Goethals |                       |     |

|                        |                                                |       |                |                                                                                                |
| 30 augustus 1976 20:00 | RSC Anderlecht                                 | 4 – 1 | Bayern München | Emile Verséstadion, Anderlecht Toeschouwers: 32.000 Scheidsrechter: Paul Schiller (Oostenrijk) |
| 30 augustus 1976 20:00 | Rensenbrink 20', 82' Van der Elst 25' Haan 59' |       | 63' Müller     | Emile Verséstadion, Anderlecht Toeschouwers: 32.000 Scheidsrechter: Paul Schiller (Oostenrijk) |

| Anderlecht | FC Bayern |

| RSC Anderlecht:  |                       |
|                  |                       |
| GK               | Jan Ruiter            |
| RB               | François Van der Elst |
| CB               | Hugo Broos            |
| CB               | Erwin Vandendaele     |
| LB               | Jean Dockx            |
| CM               | Arie Haan             |
| CM               | Ludo Coeck            |
| CM               | Frank Vercauteren     |
| RW               | Peter Ressel          |
| CF               | Duncan McKenzie       |
| LW               | Rob Rensenbrink       |
| Coach:           |                       |
| Raymond Goethals |                       |

| FC Bayern München: |                          |     |
|                    |                          |     |
| GK                 | Sepp Maier               |     |
| RB                 | Björn Andersson          |     |
| CB                 | Franz Beckenbauer        |     |
| CB                 | Hans-Georg Schwarzenbeck |     |
| LB                 | Udo Horsmann             |     |
| RM                 | Conny Torstensson        |     |
| CM                 | Jupp Kapellmann          |     |
| LM                 | Bernd Dürnberger         |     |
| AM                 | Uli Hoeneß               | 83' |
| CF                 | Karl-Heinz Rummenigge    |     |
| CF                 | Gerd Müller              |     |
| Wisselspelers:     |                          |     |
| DF                 | Rainer Künkel            | 83' |
| Coach:             |                          |     |
| Dettmar Cramer     |                          |     |

1972 · 1973 · 1974 · 1975 · 1976 · 1977 · 1978 · 1979 · 1980 · 1981 · 1982 · 1983 · 1984 · 1985 · 1986 · 1987 · 1988 · 1989 · 1990 · 1991 · 1992 · 1993 · 1994 · 1995 · 1996 · 1997 · 1998 · 1999 · 2000 · 2001 · 2002 · 2003 · 2004 · 2005 · 2006 · 2007 · 2008 · 2009 · 2010 · 2011 · 2012 · 2013 · 2014 · 2015 · 2016 · 2017 · 2018 · 2019 · 2020 · 2021 · 2022 · 2023 · 2024